# پنج‌شنبه سیاه (فیلم)
پنج‌شنبه سیاه (فرانسوی: Les Guichets du Louvre‎) یک فیلم درام است که در سال ۱۹۷۴ منتشر شد. از بازیگران آن می‌توان به آلیس ساپریچ، کریستین پاسکال و میشل اوکلر اشاره کرد.